# Segelfluggelände Kronach

i7
i11
i13
Das Segelfluggelände Kronach liegt in der Kreisstadt Kronach in Bayern, etwa 2 Kilometer östlich des Zentrums von Kronach.

## Flugbetrieb
Das Segelfluggelände ist mit einer 860 m langen und 30 m breiten Start- und Landebahn aus Gras (Richtung 12/30) ausgestattet. Es hat eine Betriebszulassung für Segelflugzeuge, Motorsegler, Ultraleichtflugzeuge (maximal 100 Starts pro Jahr) sowie Motorflugzeuge ausschließlich zum Zweck des Flugzeugschlepps (maximal 100 Starts pro Jahr). Der Start von Segelflugzeugen erfolgt per Windenstart oder Flugzeugschlepp. Der Halter und Betreiber des Segelfluggeländes ist der Aero-Club Frankenwald e. V.

## Geschichte
Der Aero-Club Frankenwald e. V wurde 1950 gegründet. Das Segelfluggelände wurde 1959 zugelassen.